# 林劍虹
林劍虹生於1880年廣東海豐縣歸豐林，1900年中清朝秀才，於1907年考取廣東法政學堂，於1909年7月以優等生畢業，與陳炯明為同校校友。在廣州期間加入中國同盟會，後來為了反清起義，光復海陸豐，於1911年（清宣統三年）11月6日（農曆九月十六日），梁鏡球、丘耀西、林激真等革命黨人在博羅縣發動起義成功，攻破縣城西北兩門。殺守備何賡廷，俘知縣蔡國英。在東江地區首先宣佈光复。 11月8日，周鋒、遊克楨率革命軍1000餘人抵達永安，知縣王賓棄城逃跑。翌日，周鋒率隊進城，宣佈光复永安縣(今紫金)，推舉海豐田墘名紳遊克楨為首任縣長。 11月9日，惠州民軍司令劉鏡清和鄧尹臣奉陳炯明令，腰懸大刀騎著白馬率領革命軍30多人到達歸海邊界，佔領了碣石鎮右營千總防地鲘門砲台後，在吳道洲、林劍虹、徐策等海豐同盟會員的協助下，立即召集海豐鲘門、鵝埠、赤石、梅隴等地民軍100多人到梅隴埔集結。鐘景棠、黃杰群等同盟會骨幹早已接到陳炯明的手令，做好了武裝起義的準備。與此同時，在海豐東笏陳氏世紳陳月波、陳達生暗中的策劃下，也做好了輿論宣傳準備，除了極個別守舊的頑固派士紳反對革命外，城內各界士紳都贊成恢復漢族政權。由於海豐是陳炯明經營多年的革命黨策源地，縣城及全縣各地遍布同盟會員和三點會成員。大家群起呼應拿起各種武器，其中海豐振君社出動武裝學生40多人，郊區農民出動尖串隊100多人；於中午時分集結梅隴墟，然後在鐘景棠、黃杰群等的帶領下，組成各路民軍，跟隨劉鏡清、鄧尹臣準備進攻海豐縣城。民軍的吶喊聲嚇壞了海豐城守黃森泉，見事勢不妙他立即率領200名兵勇衝出東門逃到陸豐縣城去了。1925年9月29日就任廣東省海豐縣縣長 於1950年逝世，享年65歲